# Episodi di Scream Queens (prima stagione)
La prima stagione della serie televisiva Scream Queens, composta da tredici episodi, è stata trasmessa in prima visione assoluta sul canale statunitense Fox dal 22 settembre all'8 dicembre 2015.
In Italia, la stagione è andata in onda sul canale satellitare Fox dal 24 maggio al 16 agosto 2016.
Il cast principale di questa prima stagione è composto da Emma Roberts, Skyler Samuels, Lea Michele, Glen Powell, Diego Boneta, Abigail Breslin, Keke Palmer, Nasim Pedrad, Lucien Laviscount, Oliver Hudson, Billie Lourd e Jamie Lee Curtis. Le vicende si svolgono all'interno di un campus universitario. 

## Benvenute alla Kappa Kappa Tau
- Titolo originale: Pilot
- Diretto da: Ryan Murphy
- Scritto da: Ryan Murphy, Brad Falchuk e Ian Brennan

### Trama
Grace Gardner inizia a frequentare la Wallace University e desidera unirsi alla sorellanza Kappa Kappa Tau, guidata dalla viziata Chanel Oberlin e le sue fedeli seguaci, per onorare sua madre che una volta ne era un membro. Il decano Dean Cathy Munsch tenta di sciogliere la sorellanza a causa del comportamento ignobile di Chanel, ma la presidentessa della KKT Nazionale Gigi Caldwell interviene in loro favore, e, come compromesso, viene stabilito che le Kappa Kappa Tau avranno l'obbligo di accettare chiunque voglia essere un'iniziata (tra cui Grace, Zayday Williams e Hester "Neckbrace" Ulrich), danneggiando la reputazione di Chanel e spingendo il suo egocentrico ragazzo Chad Radwell, membro della confraternita Dickies Dollars Scholars, a rompere con lei. La signora Bean, inserviente della casa, accetta di partecipare ad uno scherzo ideato da Chanel per spaventare e far ritirare le iniziate dalla sorellanza, ma finisce per bruciarsi realmente la faccia nell'olio bollente della friggitrice, che doveva essere spenta. Chanel convince la sorellanza ad insabbiare l'incidente e nascondere il corpo in una cella frigorifera. Infuriata, Grace si allea con uno studente aspirante giornalista che nutre rancore verso Chanel, Pete Martinez, per smascherare i suoi crimini e ristabilire l'onore della Kappa Kappa Tau. Poco dopo, il corpo della signora Bean scompare e le ragazze diventano bersaglio di un serial killer mascherato conosciuto come "il Diavolo Rosso", che accoltella fatalmente Chanel numero 2 e decapita l'iniziata Tiffany con un tosaerba. 
- Special guest star: Ariana Grande (Sonya Herfmann "Chanel #2"), Nick Jonas (Boone Clemens).
- Guest star: Jan Hoag (Ms. Bean), Breezy Eslin (Jennifer), Whitney Meyer (Tiffany), Chelsea Ricketts (Amy), Anna Grace Barlow (Bethany), Grace Phipps (Mandy Greenwell da giovane), Brianne Howey (Melanie Dorkus), McKaley Miller (Sophia).
- Non accreditati: Jeanna Han (Sam), Anna Margaret (Coco).
- Ascolti USA: telespettatori 4 040 000 – share 18-49 anni 5%[2]

## Una settimana d'inferno
- Titolo originale: Hell Week
- Diretto da: Brad Falchuk
- Scritto da: Ryan Murphy, Brad Falchuk e Ian Brennan

### Trama
A causa degli ultimi omicidi, le iniziate sono obbligate a trasferirsi nell'edificio della sorellanza come consigliato da Gigi, la quale inoltre assegna loro una guardia del corpo inetta, Denise Hemphill. Preoccupato per l'incolumità di Grace, suo padre, il professore universitario Wes Gardner, si trasferisce alla Wallace University, dove rifiuta le avance della preside Munsch, ma costruisce un rapporto con Gigi. Nel frattempo, Grace e Pete sviluppano una relazione, e Grace scopre una stanza segreta dove le presidentesse della Kappa nascondono i loro più oscuri segreti. La ragazza viene a conoscenza che nel 1995 un'iniziata diede alla luce un bambino, ma che poi morì a causa di un'emorragia per colpa della negligenza delle sue consorelle: la preside Munsch insabbierà l'accaduto. Successivamente, Grace trova il costume del Red Devil nell'armadio di Pete e si convince del fatto che sia lui l'assassino e il bambino nato nella vasca da bagno 20 anni prima. Il Red Devil, intanto, pugnala la partner di Denise, Shondell, taglia la gola al migliore amico di Chad, Boone, e lascia messaggi intimidatori alle consorelle della Kappa. Alla fine, nell'obitorio del campus, si scopre che Boone ha finto la sua morte e che è legato in qualche a modo al Red Devil.
- Special guest star: Ariana Grande (Sonya Herfmann "Chanel #2"), Nick Jonas (Boone Clemens), Niecy Nash (Denise Hemphill).
- Guest star: Jan Hoag (Ms. Bean), Breezy Eslin (Jennifer), Chelsea Ricketts (Amy), Anna Grace Barlow (Bethany), Grace Phipps (Mandy Greenwell da giovane), McKaley Miller (Sophia).
- Non accreditati: Jeanna Han (Sam), Anna Margaret (Coco), Jim Clock (Detective Chisolm), Deneen Tyler (Shondell), Evan Paley (Caulfield), Aaron Rhodes (Roger), Austin Rhodes (Dodger).
- Ascolti USA: telespettatori 4 040 000 – share 18-49 anni 5%[2]

## L'arma perfetta
- Titolo originale: Chainsaw
- Diretto da: Ian Brennan
- Scritto da: Ian Brennan

### Trama
Spaventata dal regno di terrore del Red Devil e arrabbiata dal comportamento apatico di Chanel, Chanel numero 5 dichiara la sua indipendenza da Chanel e dalla sorellanza. Preoccupata di rialzare la sua popolarità ormai decaduta e ripristinare la sua banda di minions, Chanel decide di occuparsi di Hester per farla diventare Chanel numero 6. Chanel numero 3 si avvicina a Sam e le racconta un segreto di famiglia: cioè che Charles Manson è suo padre, dunque le due decidono di diventare l'alibi l'una dell'altra, quando qualcuno dovesse morire. Grace, Zayday e Denise scoprono tracce di sangue nella stanza di Chanel numero 2 e così credono che sia stata uccisa, ma poi vengono a conoscenza che Chanel numero 2 sta ancora postando foto sul suo profilo Instagram. Confuse, le tre si dirigono a Bel Air per parlare con i genitori di Chanel numero 2, i quali riferiscono che Chanel numero 2, il cui vero nome è Sonya, usciva con Chad (contemporaneamente a tutte le altre Chanel). Denise si convince che ci sono due Red Devil, uno dei quali Zayday, mentre Grace crede che sia Chad il responsabile degli omicidi. Dopo aver ucciso la nuova mascotte dell'università, il Red Devil è incitato dai Dickie Dollar a scontrarsi con loro, i quali vogliono vendicare la morte del loro compagno Boone. Tuttavia, i ragazzi si ritrovano faccia a faccia con due Red Devil armati di motoseghe. A Caulfield, uno dei confratelli, vengono tagliate entrambe le braccia. La preside Munsch e Gigi decidono di trasferirsi nella casa delle Kappa temporaneamente per proteggere le ragazze. Irritata dalla macchina produci-suono della preside Munsch e risentita dall'interruzione sempre di quest'ultima nel suo insalata-appuntamento con Wes, Gigi decide di dormire al piano di sotto, dove compare il Red Devil con la sua motosega. Aiutata da Wes, Gigi riesce a schivare gli attacchi dell'assassino che fugge. Allarmata dalle urla, la preside Munsch arriva al piano inferiore, dove Wes e Gigi l'accusano di essere l'assassino.
- Special guest stars: Ariana Grande (Sonya Herfmann "Chanel #2"), Niecy Nash (Denise Hemphill).
- Guest star: Roger Bart (Dr Herfmann), Charisma Carpenter (Mrs. Herfmann), Breezy Eslin (Jennifer).
- Non accreditati: Jeanna Han (Sam), Evan Paley (Caulfield), Aaron Rhodes (Roger), Austin Rhodes (Dodger).
- Ascolti USA: telespettatori 3 460 000 – share 18-49 anni 5%[3]

## La casa infestata
- Titolo originale: Haunted House
- Diretto da: Bradley Buecker
- Scritto da: Brad Falchuk

### Trama
Zayday annuncia la sua candidatura come presidentessa della Kappa, contro Chanel, la quale giura vendetta contro di lei, e recluta Chanel numero 3 e numero 5 per farsi aiutare a minare Zayday. Seguendo il consiglio di Earl, Zayday decide di organizzare una festa per raccogliere fondi in una casa infestata da spiriti a Shady Lane. Sicura che Zayday sia la responsabile degli omicidi, Denise rifiuta di accordare il permesso a Zayday di organizzare la festa, ma dopo che Zayday le rivela che sa che Denise è stata rifiutata a suo tempo dalle ragazze della Kappa, e quindi un possibile sospettato a causa della gelosia. Grace e Pete parlano con l'unica sopravvissuta all'indicidente della vasca da bagno del 1995, Mandy Greenwell. La donna racconta loro che dopo la morte della ragazza, la preside Munsch si occupò della situazione: fece seppellire il corpo a Mandy e alle sue amiche, e impose loro di portare il bambino in un luogo sconosciuto. Greenwell inoltre rivela che il bambino non era maschio, bensì una femmina. Come punizione per aver parlato, il Red Devil visita Greenwell a casa sua e l'accoltella. Hester inizia a sedurre Chad, scopre che hanno in comune tendenze necrofile, dunque i due si dirigono a Shady Lane per avere un rapporto sessuale, ma invece trovano i corpi di Mrs Bean, Chanel numero 2, Shondell, Coney, e Greenwell. Shockati, allertano l'intero campus che però si incuriosisce e in massa visita la casa infestata dove Zayday viene rapita dal Red Devil. Grace investiga il caso del lamento che proviene da Shady Lane, dove si racconta che una donna in nero pianga la scomparsa di suo figlio. Dunque, Grace scopre che si tratta del caso della vasca da bagno. Alla fine si scopre che la donna in nero che piange è Gigi.
- Special guest star: Ariana Grande (Sonya Herfmann "Chanel #2"), Niecy Nash (Denise Hemphill).
- Guest star: Jan Hoag (Ms. Bean), Breezy Eslin (Jennifer), Chelsea Ricketts (Amy), Anna Grace Barlow (Bethany), Grace Phipps (Mandy Greenwell da giovane), McKaley Miller (Sophia), Jennifer Aspen (Mandy Greenwell da adulta).
- Non accreditati: Jeanna Han (Sam), Anna Margaret (Coco), Jim Clock (Detective Chisolm), Deneen Tyler (Shondell Washington).
- Ascolti USA: telespettatori 2 970 000 – share 18-49 anni 4%[4]

## Chanel-o-ween
- Titolo originale: Pumpkin Patch
- Diretto da: Brad Falchuk
- Scritto da: Brad Falchuk

### Trama
Chanel pianifica di organizzare una festa a tema zucche di Halloween per riguadagnare popolarità e minare la campagna presidenziale di Zayday. Purtroppo la preside Munsch istituisce un coprifuoco così da impedire la festa. Hester inizia il suo piano che prevede la distruzione della confraternita dall'interno, facendo arrestare Chanel per l'omicidio di Ms Bean. Dopodiché incolpa Chanel numero 5. Dopo essere uscita di prigione, Chanel decide comunque di organizzare la festa e obbliga Chanel numero 5 ad andare ad accendere le zucche con i suoi due fidanzati, Roger e Dodger: quest'ultimo viene ucciso dal Red Devil nel labirinto innevato che Chanel aveva fatto allestire per la festa. Nel frattempo, Zayday riesce a scappare dalle grinfie del Red Devil, il quale l'aveva trattata sorprendentemente bene, regalandole rose e organizzando un appuntamento "romantico". Grace, Pete, Wes, Gigi e Denise trovano il covo segreto del Red Devil. Gigi ha una colluttazione con l'assassino, ma riesce a metterlo al tappeto con un taser. Quest'ultimo, dopo essersi ripreso, scappa. Ritornate alla Kappa, Chanel cerca di anticipare le elezioni così da poter vincere a causa dell'assenza di Zayday e Grace. Improvvisamente Zayday appare e racconta alle sue consorelle cosa è successo. Più tardi, quella sera, Gigi incontra il Red Devil e lo rimprovera per aver fatto fuggire Zayday, dopodiché gli ordina di uccidere qualcuno.
- Special guest star: Niecy Nash (Denise Hemphill).
- Guest star: Breezy Eslin (Jennifer).
- Non accreditati: Jeanna Han (Sam), Jim Clock (Detective Chisolm), Roy Huang (Cliff Woo), Mikki Val (Millie), Jency Griffin (Eva), Kenneth Kynt Bryan (Maria), Evan Paley (Caulfield), Aaron Rhodes (Roger), Austin Rhodes (Dodger).
- Ascolti USA: telespettatori 2 390 000 – share 18-49 anni 3%[5]

## Sette minuti all'Inferno
- Titolo originale: Seven Minutes in Hell
- Diretto da: Michael Uppendahl
- Scritto da: Ryan Murphy

### Trama
Dopo un pareggio al ballottaggio per la presidenza della Kappa, Chanel pensa bene di cedere la sua carica a Zayday in modo da sopravvivere agli attacchi del Red Devil. Come primo atto da presidentessa, Zayday decide di organizzare un pigiama party nella casa, cosicché possa scoprire i segreti della sorellanza. Poco dopo aver iniziato, si verifica un black-out e le porte e le finestre dell'abitazione vengono chiuse dall'esterno. Temendo per la sua incolumità, Chanel chiede aiuto a Chad, il quale si precipita in suo aiuto insieme al resto dei Dicky Dollar. Con l'ausilio di una scala, i ragazzi salgono al primo piano, rompono una finestra ed entrano nella casa, tutti eccetto Caulfield, il quale, davanti ai suoi confratelli e Chanel viene decapitato dal Red Devil. Dopodiché, i ragazzi giocano a "Obbligo o Verità" per cercare di trovare l'assassino. Il gioco termina con la rivelazione shockante di Sam sull'identità del padre di Chanel numero 3: Charles Manson. Furiosa, ma allo stesso tempo confusa dai suoi sentimenti per Sam, Chanel numero 3 obbliga la ragazza a dormire nella vasca da bagno insanguinata che si trova nel seminterrato dell'edificio. Sam, laggiù, viene raggiunta dall'assassino, ma prima di essere uccisa gli chiede di rivelarle la sua identità. Così il diavolo rosso si toglie la maschera e la uccide soffocandola con un sacchetto. La colpa dell'omicidio viene data a Chanel numero 6 perché è stata lei a trovare il corpo, ma mentre la ragazza si difende dalle accuse, Roger viene ucciso. Tutti si domandano come abbia fatto l'assassino ad entrare, così Chad scopre dei passaggi segreti che collegano la casa con il mondo esterno, Chanel e Zayday, dunque, decidono di avventurarsi per cercare aiuto, ma sono attaccate dal Red Devil. Le due riescono fortunatamente a stordirlo e ad uscire. Il giorno dopo Wes cerca di convincere Grace ad andarsene, ma quest'ultima rifiuta perché vuole proteggere le sue consorelle. Chanel numero 3 e numero 5 alla fine decidono di fare un patto: vivere più di Chanel a qualunque costo 
- Guest star: Breezy Eslin (Jennifer).
- Non accreditati: Jeanna Han (Sam), Jim Clock (Detective Chisolm), Evan Paley (Caulfield), Aaron Rhodes (Roger).
- Ascolti USA: telespettatori 2 590 000 – share 18-49 anni 3%[6]

## Ragazze pericolose
- Titolo originale: Beware of Young Girls
- Diretto da: Barbara Brown
- Scritto da: Ryan Murphy

### Trama
I membri della Kappa Kappa Tau e dei Dickie Dollar Scholars partecipano al memoriale di Chanel numero 2, dove Chanel tiene un elogio sarcastico, proclamando che Chanel numero 2 è stata una persona orribile che si è meritata quello che le è successo. Preoccupate per la loro leader, Chanel numero 3, numero 5 e numero 6 portano una tavola ouija alla Kappa cosicché Chanel e Chanel numero 2 possano finalmente fare pace. Durante la seduta spiritica, Chanel numero 2 afferma che Chanel è il killer, portando così a tramare l'omicidio di Chanel da parte delle sue scagnozze. Tuttavia, in sogno, Chanel viene visitata dall'oltretomba da Chanel numero 2 la quale l'avverte del piano omicida in modo che la sua anima possa andare in Paradiso. Chanel riluttante perdona le altre e le recluta affinché l'aiutino a provare che Grace e Zayday sono le assassine. Nel frattempo, Gigi distrae Grace dal caso dei Red Devil e la indirizza a investigare su una certa Feather McCarthy, la quale era scappata con il professore Munsch, l'ex-marito di Cathy, il quale viene ucciso successivamente a casa. Cathy viene arrestata e portata in un ospedale psichiatrico, ma riesce a contattare Grace e Pete. La preside riesce a convincerli ad investigare sul caso del suo ex-marito perché innocente. I due scoprono delle prove che incastrano Feather, così il Detective Chisholm l'arresta anche per gli omicidi commessi dal Red Devil. Alla fine dell'episodio si scopre però che è stata Cathy ad uccidere il suo ex-marito dopo che lui era scappato con Feather.
- Special guest star: Ariana Grande (Sonya Herfmann "Chanel #2")
- Guest star: Breezy Eslin (Jennifer), Tavi Gevinson (Feather McCarthy), Philip Casnoff (Steven Munsch).
- Non accreditati: Jim Clock (Detective Chisolm), Elise Fyke (Infermiera), Judy Durning (Pittrice).
- Ascolti USA: telespettatori 2 440 000 – share 18-49 anni 3%[7]

## L'anello debole
- Titolo originale: Mommie Dearest
- Diretto da: Michael Uppendahl
- Scritto da: Ian Brennan

### Trama
La preside Munsch non rispetta il patto fatto con Grace e rifiuta di raccontarle i fatti riguardanti il bambino della vasca da bagno per paura di essere incriminata. In casa, la donna è attaccata da due Red Devil e un'altra persona coperta da una maschera di Antonin Scalia, tuttavia riesce ad avere la meglio su tutti e tre. Temendo per la sua incolumità, la preside racconta a Grace che la ragazza morta nella vasca è Sophie Doyle, ma Grace è ancora convinta che quella bambina sia lei. Grace, dunque, va da Pete per provare a capire chi sia Sophie Doyle. Ritornano al manicomio per trovare più informazioni e là scoprono che Gigi si è presa cura di due bambini dal 1995 a questa parte. Il Red Devil, intanto, uccide Jennifer, quindi a causa di questo nuovo omicidio, la preside Munsch annuncia la chiusura dell'università. Nel frattempo, le Chanel obbligano Denise a provare che Zayday e Grace sono le due assassine, e Chanel per conto suo, assume due detective di Scotland Yard. Grace, dopo aver parlato con Gigi e Wes, il quale le dice che le sue accuse sono insensate, ritorna alla Kappa, dove Chanel offende sua madre, Mary Mulligan, dandole della drogata. Denise, che nel frattempo ha preso le redini della KKT impone a Chanel di scusarsi, sotto la minaccia di portarle via Chad. Chanel cede e si scusa con Grace. L'episodio termina con Boone, il quale si trova in palestra. Camuffato per non farsi riconoscere, parla al telefono con qualcuno riguardo al fatto che per adempiere alla sua vendetta si deve sbarazzare di Gigi.
- Special guest star: Nick Jonas (Boone Clemens), Niecy Nash (Denise Hemphill).
- Guest star: Breezy Eslin (Jennifer), Anna Grace Barlow (Bethany), Dan Hildebrand (Detective Baxter), Dan Donohue (Detective Chiselhurst).
- Non accreditati: Jeanna Han (Sam).
- Ascolti USA: telespettatori 2 510 000 – share 18-49 anni 3%[8]
- Curiosità : la scena in cui la Munch viene attaccata nella doccia è un richiamo alla famosa scena del film Psyco con protagonista Janet Leigh ovvero la madre di Jamie Lee Curtis, l’attrice che interpreta la Munch.

## Storie di fantasmi
- Titolo originale: Ghost Stories
- Diretto da: Michael Uppendahl
- Scritto da: Ryan Murphy

### Trama
Chanel informa con entusiasmo le sue minions che Chad l'ha invitata a trascorrere il giorno del ringraziamento con la sua famiglia negli Hamptons, facendo infuriare Hester, la quale finge una gravidanza dovuta ad un vero rapporto con Chad solo per far arrabbiare Chanel e andare al suo posto dai Radwell. Nel frattempo, Boone ritorna al campus travestito da Joaquin Phoenix per uccidere Gigi e sedurre Zayday. La ragazza lo rifiuta perché innamorata di Earl Grey. Mosso dalla gelosia, Boone, travestito da Red Devil, accoltella Earl alla schiena mentre il malcapitato si stava recando da Zayday. Denise, per calmare le ragazze che si sentono in pericolo, racconta loro delle storie sui fantasmi, peggiorando solamente la situazione. Dopodiché, Chanel numero 5 cerca di scappare dal campus, ma è attaccata dal Red Devil nella sua macchina. La giovane si salva, ma è costretta a ritornare nella casa. Grace continua le sue investigazioni sull'incidente della vasca da bagno, e scopre dalla preside Munsch che Sophia Doyle aveva dato alla luce due bambini - un maschio e una femmina - e si rende conto che Boone è uno dei due bambini e che l'altro deve essere per forza sua sorella gemella. Boone cerca di uccidere Gigi per la sua incompetenza, ma l'altro Red Devil uccide Boone al posto della donna. Chad decide che la cosa più onorevole da fare è di invitare la futura madre di suo figlio, adirando Chanel la quale minaccia di ucciderlo. Le minions ingannano Hester e scoprono che la sua gravidanza era un pretesto per essere invitata dai Radwell. Dunque, Chanel spinge Hester giù dalle scale della casa. 
- Special guest star: Nick Jonas (Boone Clemens), Niecy Nash (Denise Hemphill).
- Non accreditati: Jim Clock (Detective Chisolm).
- Ascolti USA: telespettatori 2 370 000 – share 18-49 anni 3%[9]

## Il giorno del Ringraziamento
- Titolo originale: Thanksgiving
- Diretto da: Michael Lehmann
- Scritto da: Brad Falchuck

### Trama
Chanel racconta a Chad di aver ucciso Hester in modo da salvare il loro amore, ma quando la ragazza vuole mostrare a Chad il cadavere, quest'ultimo è sparito. Chanel numero 3, nel frattempo, partecipa al giorno del ringraziamento con la sua famiglia, ma dopo aver avuto una lite con il padre, se ne va e ritorna alla casa delle Kappa dove trova Grace, Zayday e la preside Munsch che preparano la cena. Grace invita suo padre Wes a partecipare, e quando anche Chanel numero 5 ritorna alla casa (dopo aver scoperto che la sua famiglia si era dimenticata di dirle che sarebbero andati in vacanza per il Ringraziamento), la preside suggerisce di rivelare le proprie tesi su chi sia il Red Devil. Gigi, ancora arrabbiata a causa del tentato tradimento di Boone, trascorre il giorno del ringraziamento con l'altro Red Devil, mentre il Ringraziamento di Chad e Chanel dai Radwell è interrotto dall'arrivo di Hester, il cui tutore le aveva salvato la vita nella caduta dalle scale. La preside Munsch e Chanel numero 3, intanto, si attaccano tra di loro supponendo che siano una delle due l'altro Red Devil, mentre Wes punta il dito contro la figlia. Dopodiché arriva anche Pete il quale formula una solida tesi di accusa contro Wes, rivelando di aver scoperto che Wes è il padre biologico di Boone, dunque, il che fa di Grace la sorellastra di un assassino. Wes e Grace parlano e il padre cambia idea sulla figlia e la rassicura dicendole che l'avrebbe protetta. Dopo essere stata umiliata dai membri della famiglia Radwell, Chanel li offende e se ne va, incoraggiando Hester, la quale aveva avuto lo stesso trattamento, a ritornare alla casa delle Kappa. Chad si precipita dalla sua ragazza per chiederle scusa e una volta nella casa rimane per trascorrere il giorno del ringraziamento con i suoi amici. Dunque, tutti si siedono a tavola, ma scoprono con orrore che al posto del tacchino, sul vassoio, si trova la testa di Gigi.
- Special guest star: Chad Michael Murray (Brad Radwell).
- Guest star: Alan Thicke (Ted Radwell), Julia Duffy (Bunny Radwell), Patrick Schwarzenegger (Thad Radwell), Gary Grubbs (Mr. Swanson), Faith Prince (Mrs. Swanson).
- Non accreditati: LB Brown (Freddy Swenson), Rachele Brooke Smith (Muffy St. Pierre-Radwell).
- Ascolti USA: telespettatori 1 980 000 – share 18-49 anni 3%[10]

## Shopping pericoloso
- Titolo originale: Black Friday
- Diretto da: Barbara Brown
- Scritto da: Ian Brennan

### Trama
Le Chanel si dirigono verso un centro commerciale per celebrare l'annuale Black Friday, ma il Red Devil le aspetta per ucciderle, ma riesce solamente a ferire Chanel e ad uccidere un agente della polizia. Wes, Pete, e Grace si dirigono alla centrale di polizia per denunciare la morte di Gigi, scoprendo con loro sorpresa che tutto il dipartimento di polizia è stato licenziato a causa dello spreco di denaro per le ricerche e che Denise è diventata il nuovo capo della polizia. Chad, nel frattempo, porta Pete nella casa dei Dickie Dollar Scholars e gli rivela che Boone, nel suo testamento, gli ha lasciato la maggior parte dei suoi averi, nonostante il fatto che i due ci conoscessero a malapena. Dunque, Chad sospetta che Boone e Pete fossero amanti. Tuttavia, Pete ammette che Boone era la sua fonte per dimostrare, in un articolo che stava scrivendo, i cattivi effetti del sistema delle confraternite. Come reazione, Chad decide di offrire a Pete l'occasione di entrare a far parte dei Dickie Dollar Scholars, ma il giovane rifiuta. Dopo essere stata ricoverata, Chanel ritorna nella casa e decide che l'unico piano per mettere fine a questo bagno di sangue è quello di uccidere la preside Munsch, la quale è considerata essere il Red Devil da tutte le ragazze della sorellanza. Purtroppo la donna sopravvive a tutti i tentativi di ucciderla. Pete, intanto, chiede a Wes di aiutarlo ad indagare sul passato di Gigi, così i due scoprono che il suo nome di nascita era Jess Meyer, la sorella di Amy, membro delle Kappa del 1995 che si suicidò per i sensi di colpa. Soddisfatto della sua scoperta, Pete vuole iniziare a scrivere il suo articolo, però, per una ragione sconosciuta, decide di andarsene dal campus. Grace interviene e gli dice che vuole avere un rapporto sessuale con lui, ma il giovane le risponde che non vuole che la sua ragazza perda la verginità con un assassino.
- Special guest star: Niecy Nash (Denise Hemphill).
- Non accreditati: Jim Clock (Detective Chisolm), Evan Paley (Caulfield), Aaron Rhodes (Roger), Austin Rhodes (Dodger).
- Ascolti USA: telespettatori 2 400 000 – share 18-49 anni 3%[11]

## Dorkus
- Titolo originale: Dorkus
- Diretto da: Bradley Buecker
- Scritto da: Ryan Murphy, Brad Falchuk e Ian Brennan

### Trama
Pete ammette a Grace di aver fatto parte del piano dei Red Devil, e che era infatti il terzo assassino ad indossare il costume, insieme a Boone e alla sua sorella gemella. Il ragazzo, inoltre, si dichiara colpevole degli omicidi di Roger, Boone, e del tentato omicidio di Chanel al centro commerciale. Grace è disgustata dal suo modo di razionalizzare le sue azioni e tenta di andarsene, tuttavia Pete cattura il suo interesse quando le dice che le avrebbe svelato il nome dell'altro assassino. Dunque, quando sta per rivelare il nome, il Red Devil lo pugnala alla schiena. Nel frattempo, Chanel scrive una e-mail alle sue minion e a Zayday per rinfacciare loro il fatto che non si erano presentate ad aiutare la giovane ad uccidere la preside Munsch. Sfortunatamente l'e-mail diventa virale e rovina l'immagine di Chanel. Sconvolta, la ragazza considera di suicidarsi, ma Zayday la convince a non farlo e a rimettersi sui suoi vecchi passi. Decide, dunque, di andare a scusarsi con Melanie Dorkus, la quale crede ancora che la responsabile del suo tentato omicidio con l'acido sia proprio Chanel. Grace e Wes decidono di smascherare il killer una volta per tutte, e organizzano un piano; Wes sedurrà la preside Munsch cosicché sua figlia possa accedere ai file delle consorelle senza problemi. Intanto le Chanel si organizzano per andare da Melanie, tuttavia Hester rimane nella casa per rubare alcune scarpe dall'armadio di Chanel, e Chanel numero 5 lascia le amiche per un appuntamento con un ragazzo di Tinder. Chanel, però, cerca di pugnalare Melanie con delle forbici, convinta che sia lei il killer, ma poco prima che riesca nel suo intento, Grace e Zayday irrompono nella stanza per avvertirla che il killer è Hester. Grace, Zayday, Chanel, e Chanel numero 3 ritornano alla casa delle Kappa, dove trovano Chanel numero 5 nel bagno e Hester distesa a terra nell'immenso armadio di Chanel, con il tacco di una scarpa conficcato nell'occhio. Mentre Hester viene portata in ospedale, punta il dito contro Chanel numero 5 dichiarando di essere stata lei a ferirla e quindi di essere l'altro Red Devil.
- Guest star: Brianne Howey (Melanie Dorkus), Michael Siberry (maggiordomo).
- Non accreditati: Aaron Rhodes (Rodger), Deneen Tyler (Shondell Washington), Nick Jonas (Boone Clemens voce).
- Ascolti USA: telespettatori 2 530 000 – share 18-49 anni 3%[12]

## E tutti vissero...
- Titolo originale: The Final Girl(s)
- Diretto da: Brad Falchuk
- Scritto da: Ryan Murphy, Brad Falchuk e Ian Brennan

### Trama
Nel 2016, la Kappa Kappa Tau è cambiata. Senza le Chanel è un posto migliore anche grazie agli sforzi della presidentessa Zayday, della vice-presidentessa Grace e della tesoriera Hester. La preside Munsch è diventata un'autrice di libri a tematica femminista ed ha una relazione con Wes. Chad ha istituito una fondazione per onorare la memoria dei suoi amici morti, inoltre, ha messo fine alla sua relazione con Denise, la quale deve andarsene dalla città per motivi di lavoro. Hester, in un monologo interiore, rivela di essere il secondo Red Devil e di come è riuscita a farla franca. Essendo cresciuta in un manicomio con Boone e Gigi, Hester è diventata ossessionata con la vendetta per sua madre, ed ha finto di avere la scoliosi per distrarre le persone e passare inosservata. Si descrive come mente dell'operazione, e dice che Boone era il suo braccio destro, il quale commetteva tutti gli omicidi. Quando la preside si rende conto che Hester è l'assassina, accetta, con un ricatto, di non rivelarlo e lasciare stare. 
Ritornando a dicembre 2015, Hester sopravvive al tacco nell'occhio e riesce a convincere Denise che le Chanel sono i killer, quindi vengono arrestate. Durante il loro processo, Chanel offende i giurati (i quali dapprima avevano ritenuto le ragazze innocenti) che, vista la sua arroganza, le dichiarano colpevoli. Il trio viene dunque spedito in manicomio, dove sorprendentemente si trovano a loro agio: Chanel viene eletta presidentessa del manicomio, Chanel numero 3 abbraccia la pansessualità e inizia una relazione con una delle infermiere e Chanel numero 5, sotto farmaci, trasforma completamente la sua personalità diventando la migliore amica di Chanel. Una notte, tuttavia, Chanel viene svegliata da un Red Devil armato di coltello.
- Special guest star: Nick Jonas (Boone Clemens), Niecy Nash (Denise Hemphill)
- Guest star: Whitney Meyer (Tiffany), Wallace Langham (Mr. Putney), Jean Louisa Kelly (Delight Ulrich), Steven Culp (Clark Ulrich).
- Non accreditati: Skylar Gasper (Hester Ulrich a 5 anni), Beau Hart (Boone Clemens a 5 anni), Lara Grice (Mrs. Putney), Jeanna Han (Sam).
- Ascolti USA: telespettatori 2 530 000 – share 18-49 anni 3%[12]